# Okręg wyborczy Greenwich
Okręg wyborczy Greenwich powstał w 1832 r. i wysyłał do brytyjskiej Izby Gmin dwóch deputowanych. Okręg położony był w południowo-wschodnim Londynie. W 1885 r. liczbę mandatów przypadających na ten okręg zmniejszono do jednego. Okręg został zlikwidowany w 1997 r.

## Deputowani do brytyjskiej Izby Gmin z okręgu Greenwich

### Deputowani w latach 1832–1885
- 1832–1835: James Dundas, wigowie
- 1832–1851: Edward George Barnard, wigowie
- 1835–1837: John Angerstein, wigowie
- 1837–1841: Matthias Attwood, Partia Konserwatywna
- 1841–1852: James Dundas, wigowie
- 1851–1852: David Salomons, wigowie
- 1852–1857: Peter Rolt, Partia Konserwatywna
- 1852–1857: Montague Chambers, wigowie
- 1857–1859: William Codrington, wigowie
- 1857–1859: John Townsend, wigowie
- 1859–1873: David Salomons, Partia Liberalna
- 1859–1865: William Angerstein, Partia Liberalna
- 1865–1868: Charles Tilston Bright, Partia Liberalna
- 1868–1880: William Ewart Gladstone, Partia Liberalna
- 1873–1885: Thomas Boord, Partia Konserwatywna
- 1880–1885: Henry de Worms, Partia Konserwatywna

### Deputowani w latach 1885-1997
- 1885–1895: Thomas Boord, Partia Konserwatywna
- 1895–1906: lord Hugh Cecil, Partia Konserwatywna
- 1906–1910: Richard Stephens Jackson, Partia Liberalna
- 1910–1922: Ion Hamilton Benn, Partia Konserwatywna
- 1922–1923: George Hume, Partia Konserwatywna
- 1923–1924: Edward Timothy Palmer, Partia Pracy
- 1924–1929: George Hume, Partia Konserwatywna
- 1929–1931: Edward Timothy Palmer, Partia Pracy
- 1931–1945: George Hume, Partia Konserwatywna
- 1945–1959: Joseph Reeves, Partia Pracy
- 1959–1971: Richard Marsh, Partia Pracy
- 1971–1987: Guy Barnett, Partia Pracy
- 1987–1992: Rosie Barnes, Partia Socjaldemokratyczna (II)
- 1992–1997: Nick Raynsford, Partia Pracy